# Väljaküla (Saarde)
Väljaküla (Duits: Villikull) is een plaats in de Estlandse gemeente Saarde, provincie Pärnumaa. De plaats heeft de status van dorp (Estisch: küla).

## Bevolking
Het dorp had 43 inwoners op 31 december 2011 en 50 inwoners op 31 december 2021.

## Ligging
De Põhimaantee 92, de hoofdweg van Tartu via Viljandi naar Kilingi-Nõmme, komt door Väljaküla. Op de grens met de stad Kilingi-Nõmme komt de weg uit op de Põhimaantee 6. Twee riviertjes, de Alva en de Lähkma, stromen door het dorp.

## Geschiedenis
Väljaküla werd in 1560 voor het eerst vermeld als dorp dat door de Russen werd platgebrand tijdens de Lijflandse Oorlog. Het werd toen Villikull genoemd. Het dorp werd opnieuw opgebouwd. In 1638 werd het genoemd onder de naam Willukylle. Het lag op het landgoed Tignitz (het tegenwoordige Tihemetsa). In 1797 werd het genoemd als Willo en in 1816 als Willokülla. In 1900 werd de naam in cyrillisch schrift gespeld als Вальякюля (Valjakülä).
In 1977 werd een deel van het buurdorp Suitsuküla bij Väljaküla gevoegd.